# Pitomača
Pitomača est un village et une municipalité située dans le comitat de Virovitica-Podravina, en Croatie. Au recensement de 2001, la municipalité comptait 10 465 habitants, dont 98,14 % de Croates et le village seul comptait 5 712 habitants.

## Localités
La municipalité de Pitomača compte 12 localités :
- Dinjevac
- Grabrovnica
- Kladare
- Križnica
- Mala Črešnjevica
- Otrovanec
- Pitomača
- Sedlarica
- Stari Gradac
- Starogradački Marof
- Turnašica
- Velika Črešnjevica